# Canastrão & Bonfim
Las historietas de Canastrão & Bonfim, creadas por el historietista brasilero Altemar Henrique de Oliveira contienen una serie de personajes creados originalmente para la revista Justilex, publicación mensual especializada en asuntos jurídicos. 
Canastrão & Bonfim Advogados Associados es una firma de abogados con sede en Brasilópolis, ciudad ficticia de un país ficticio; y entre los personajes de esta firma y el Tribunal de Brasilópolis se cuentan:
1. Dr. Canastrão: Abogado experto, hábil, inescrupuloso, y arrogante, uno de los socios de la citada firma de abogacía. A pesar de su forma de ser y de su carácter, este profesional mantiene buena relación con su otro socio.
2. Dr. Bonfim: Abogado de nivel, calmo, comprehensivo, y de buen corazón, es el socio del Dr. Canastrão. Tiene tendencia a ayudar a todos y a colaborar con todo, pero tiene tanta bondad y tanta buena voluntad, que roza con la ingenuidad y por ello se genera problemas innecesariamente.
3. Genérico: Colaborador de la firma, sabe mucho sobre Derecho pero no tiene mucha malicia ni es pícaro. Vive desbordado haciendo trámites que el propio Dr. Canastrão debería ocuparse personalmente. El nombre asignado, Genérico, evoca el hecho de hacer y decir más o menos lo mismo que un abogado por tener una formación equivalente, pero aspirando a ser remunerado de una manera más reducida por no tener tantas pretensiones.
4. Dra. Sabina: Abogada contratada por la firma Canastrão & Bonfim, muy seria, inteligente, y competente, pero que a veces se comporta de una manera chata y pedante, debido a su fuerte personalidad.
5. Marilyn: Secretaria de la firma Canastrão & Bonfim, con dotes físicos bien desarrollados, pero con coeficiente de inteligencia por debajo de lo normal. Es la protegida del Dr. Canastrão, pero no percibe el asedio del patrón que casi llega al acoso. Genérico también se siente atraído por la muchacha, pero ella lo rechaza y lo aleja, ya que en su fuero íntimo tiene admiración y pasión platónica por el Dr. Bonfim, por cierto mucho mayor que la joven.
6. Juez Justinino Apolônio: Juez del Tribunal de Brasilópolis, magistrado de cierta edad, imparcial y refinado. Es letrado en ciencias jurídicas, y está siempre filosofando sobre normas y moral. Es distraído y posee mala memoria (excepto para las leyes), y por eso de vez en cuando comete algunos deslices.
7. Haroldo: Asistente judicial de gabinete del juez Apolônio, un gran adulador del juez, y muy comedido. Siempre mal vestido, y muy infeliz, constantemente hace preguntas ilógicas y estúpidas.
8. Dona Corretilda: Bondadosa señora ya entrada en años, que con frecuencia es víctima de situaciones que siempre lleva al estudio de Canastrão & Bonfim para que se las resuelvan.
9. Josério Silvério: Típico ciudadano de clase trabajadora de Brasilópolis, y que actúa como cuidador-vigilante en el estacionamiento del Tribunal. Semianalfabeto, está casi siempre desinformado respecto de las leyes y de la política, y benévolamente el juez Apolônio con paciencia siempre intenta explicarle.